# Збірна України зі спідвею
Збірна України зі спідвею — команда зі спідвею, яка представляє Україну на міжнародних спортивних змаганнях. За його функціонування відповідає Федерація мотоциклетного спорту України (ФМУ).

## Команда
У сезоні 2022 року до команди були запрошені наступні спідвеїсти :
Сеньйори:
- Андрій Карпов
- Олександр Локтаєв
- Віталій Лисак
- Станіслав Мельничук

U-24:
- Марко Левішин

## Досягнення

### Кубок світу
Командний чемпіонат світу серед юніорів
- 3 місце (1): 2011 рік

### Чемпіонат Європи
Командний Чемпіонат Європи серед юніорів
- 3 місце (1): 2012 рік

Парний чемпіонат Європи
- 1 місце (1): 2012 рік
- 3 місце (1): 2013 рік

Індивідуальний чемпіонат Європи
- 2 місце (1):
  - 2009 — Андрій Карпов
- 3 місце (2):
  - 2010 — Андрій Карпов
  - 2012 — Андрій Карпов

Чемпіонат Європи серед юніорів
- 2 місце (1):
  - 2006 — Андрій Карпов

| Ім'я та прізвище    | титули ЧЕ | Індивідуальний (з 2001 року) | Індивідуальний (з 2001 року) | Пари (з 2004 року) | Пари (з 2004 року) | команда (з 2022) | команда (з 2022) | Звання ЧЕСЮ | Індивідуальний U-19 (з 1998 року) | Індивідуальний U-19 (з 1998 року) | Пари U-19 (з 2021) | Пари U-19 (з 2021) | команда U-23 (з 2008 року) | команда U-23 (з 2008 року) | Всього Титулів |
| Ім'я та прізвище    | титули ЧЕ | Разом                        | років                        | Разом              | років              | Разом            | років            | Звання ЧЕСЮ | Разом                             | років                             | Разом              | років              | Разом                      | років                      | Всього Титулів |
| ------------------- | --------- | ---------------------------- | ---------------------------- | ------------------ | ------------------ | ---------------- | ---------------- | ----------- | --------------------------------- | --------------------------------- | ------------------ | ------------------ | -------------------------- | -------------------------- | -------------- |
| Андрій Карпов       | 1         |                              |                              | 1                  | 2012 рік           |                  |                  |             |                                   |                                   |                    |                    |                            |                            | 1              |
| Олександр Локтаєв   | 1         |                              |                              | 1                  | 2012 рік           |                  |                  |             |                                   |                                   |                    |                    |                            |                            | 1              |
| Станіслав Мельничук | 1         |                              |                              | 1                  | 2012 рік           |                  |                  |             |                                   |                                   |                    |                    |                            |                            | 1              |